# 密脉箬竹
密脉箬竹（学名：Indocalamus pseudosinicus var. densinervillus）为禾本科箬竹属下的一个变种。